# Gumiguta
Gumiguta – odparowany sok mleczny, indyjskiego drzewa Garcinia. Dawniej używana jako żółta farba, obecnie jako środek przeczyszczający.